# یزنگا (تگزاس)
یزنگا (به انگلیسی: Yznaga) یک منطقهٔ مسکونی در ایالات متحده آمریکا است که در شهرستان کمرون، تگزاس واقع شده‌است. یزنگا ۱۴٫۱۵ کیلومتر مربع مساحت و ۹۱ نفر جمعیت دارد و ۱۳ متر بالاتر از سطح دریا واقع شده‌است.